# Guido Farina (compositore)
Guido Luigi Farina (Pavia, 30 ottobre 1903 – 10 dicembre 1999) è stato un compositore italiano.

## Biografia
Nato a Pavia nel quartiere Borgo Ticino il 30 ottobre 1903 dal tabaccaio Edoardo e da Tranquilla Libuali, dopo i primi studi musicali condotti nella sua città con Franco Vittadini e Luigi Picchi, si iscrive nel 1920 al Conservatorio di Milano, nella classe di Vincenzo Ferroni (che si era formato con Savard e Massenet al Conservatorio di Parigi), diplomandosi in Composizione nel 1927 e successivamente anche in Pianoforte e in Musica Corale (studi con Guido Alberto Fano e Achille Schinelli).
Sulla sua formazione musicale, lungamente osteggiata dalla famiglia per motivi economici, grande peso hanno altresì le figure di Ettore Pozzoli e Ildebrando Pizzetti. Incomincia presto una intensa attività di didatta, direttore d'orchestra e animatore culturale a Pavia e a Milano e nascono in questi anni i suoi primi lavori cameristici e corali. L'esordio nel mondo del teatro avviene con l'opera La dodicesima notte o quel che volete su libretto di Eligio Possenti da William Shakespeare, rappresentata la prima volta al Teatro Filodrammatici di Milano nel 1929. Quella per l'opera comica diviene una vera e propria passione lungamente coltivata da Farina: alla Dodicesima notte seguiranno nel 1938 Tempo di Carnevale su libretto di Arturo Rossato da Matteo Bandello, nel 1940 La finta ammalata (libretto di Lina De Marchi da Carlo Goldoni) e infine negli anni ’50 Il bugiardo (libretto di Attilio Canilli da Goldoni), rimasta incompiuta. È nell’opera comica, come scrisse Giulio Confalonieri, che trovano spazio tutti i tratti «[…] di lirismo velato da garbata ironia, di desiderio di canto, di nostalgia per nobili forme del passato, di prontezza nel cogliere, delle cose e delle figure umane, il lato caratteristico […]».
Altro genere particolarmente amato e consono alla sensibilità di Guido Farina è quello della lirica da camera per canto e pianoforte. Vasta è la sua produzione in questo campo, non solo su poesie di autori del Novecento (Giovanni Pascoli, Gabriele D’Annunzio, Diego Valeri, Ada Negri …) ma con un’attenzione rivolta anche a testi più antichi e al filone popolaresco e dialettale.
Non si deve poi dimenticare l’interesse di Guido Farina per la fisarmonica, «il dialetto della musica nel mondo». Per questo strumento compone e pubblica numerose composizioni, mentre alcuni pezzi per pianoforte, tra cui il Corale in strofe variate, erano già stati trascritti negli anni ’40 da Felice Fugazza e inseriti come pezzi d’obbligo in concorsi.
Una grossa parte della vita del compositore è spesa nell’attività didattica, prima all’Istituto musicale di Pavia, (intitolato dal 1948 a Franco Vittadini), del quale per molti anni Farina fu direttore, e poi nei conservatori di Bolzano e Milano, come docente di Contrappunto e fuga e di Composizione polifonica vocale. Frutto di questa lunga e amata esperienza sul campo è la ricca opera didattica, tuttora adottata nei conservatori, che spazia dai Solfeggi cantati al Libro dei compiti d’armonia, al Trattato d’armonia teorico-pratico in quattro volumi. Questa stessa vocazione didattica si svela anche nella vasta opera per pianoforte, in larga parte dedicata al mondo dell’infanzia.
L’attività di compositore di Guido Farina si chiude bruscamente nel 1951 con il Quartetto d’archi con voce recitante detto “dell’Uomo che sapeva”, significativo gesto di un compositore che sentiva ormai aperto un solco incommensurabile tra il suo scrivere legato alla tradizione tonale e il mondo nuovo del serialismo e delle avanguardie.
Negli anni ’70 si stabilisce definitivamente a Pavia con la moglie e i quattro figli e la sua parabola professionale si avvia al termine. Progressivamente chiusa l’attività didattica, ai ricordi della sua giovinezza e degli amici di un tempo dedica articoli e due libri: Storie del Borgo (1982) e Dal Borgo in città (1984). Nel 1994 scrive e pubblica I fioretti di Don Enzo, testimonianze su un amico sacerdote che rivelano il percorso spirituale del musicista e la sua fede fattasi sempre più profonda.
Guido Farina muore il 10 dicembre 1999.
Il ventennale della scomparsa è stato ricordato con un concerto organizzato dall'associazione Nomus nella sala Fontana del Museo del '900 a Milano.

## Opere

### Opere orchestrali
- Quadri sinfonici, Milano, Carisch
- Introduzione dell'opera "La finta ammalata", Milano, Carisch (1940 al Teatro Donizetti di Bergamo, libretto del compositore, con Gino Del Signore, Giuseppe Nessi ed Afro Poli)
- Corale in strofe variate, Milano, Carisch.

### Opere cameristiche
- Sinfonia dell'autunno pavese, (archi e pianoforte), Milano, Carisch
- Introduzione dell'opera "Tempo di Carnevale" (orchestra da camera)

### Opere per voce e pianoforte
- Otto liriche, Milano, Carisch.
- Tempo di Carnevale, opera comica in un atto, due quadri e un intermezzo - Milano, Carisch.
- La finta ammalata, opera comica in tre atti e un intermezzo - Milano, Carisch.

### Opere per pianoforte
- 12 pezzi caratteristici, Milano, Ricordi, 1940
- Lauda
- Corale in strofe variate, 1938 (rev. C. Vidusso) - Milano, Carisch.
- 3 preludi (Colloquio, Leggenda, Nebbia), 195
- Burlesca
- Filastrocche del Natale - Milano, Carisch, 1944.
- Sei pezzi facili - Milano, Curci, 1955.
- Pifferata pel S. Natale
- Ritratti di animali

### Opere per fisarmonica
- La luna e l'usignolo, (4 pezzi: La luna e l'usignolo, Notturno veneziano, Gitana, Lettera d'amore), Ancona, Farfisa, 1953
- Valzer (rev. di F.Fugazza), Milano, Ricordi, 1956
- Corale in strofe variate, (trascriz. di F.Fugazza), Milano, Carisch, 1950
- Danza alla tirolese, dai 12 pezzi caratteristici (trascriz. di F.Fugazza), Milano, Ricordi 1956

### Opere didattiche
- Trattato d'armonia, teorico - pratico (in 4 voll.), Milano, Carisch[2]
- Il libro dei compiti d'armonia (in 2 parti), Milano, Carisch[3]
- Il basso senza numeri e la sua armonizzazione (in 2 voll.), Milano, Carisch[4]
- Solfeggi cantati e facili melodie in chiave di sol, Milano
- Solfeggi cantati con accompagnamento di pianoforte, Milano.